# レンズ空間
数学におけるレンズ空間（レンズくうかん、英: lens space）とは、位相空間の一種である。しばしば3次元多様体（英語: 3-manifold）の特定のクラスを指す言葉として用いられるが、一般にもっと高次元のレンズ空間も定義することができる。
3次元多様体の場合、レンズ空間というのは二つのソリッドトーラス（中身の詰まったトーラス）をその境界で貼り合せる事で得られる空間として特徴付けることができる。ただし、3次元球面 S3 や S2 × S1 は、そうやって得られる空間ではあるものの、自明な場合であるとして、レンズ空間としては扱わないことも多い。
3次元レンズ空間 L(p; q) は1908年に Tietze が導入した。3次元レンズ空間はそのホモロジーおよび基本群だけからは決定することができない3次元多様体の最もよく知られた例であり、そして同相型 (homeomorphism type) がそのホモトピー型から決まらない閉多様体の最も簡単な例である。J.W. Alexander は1919年にレンズ空間 L(5; 1) と L(5; 2) が、基本群とホモロジー群が同型であるにもかかわらず互いに同相ではないことを示した。他にも同じホモトピー型を持つ（従って基本群もホモロジー群も等しい）が同相型が異なるレンズ空間というものが存在する。これにより、レンズ空間の導入を以って（代数的位相幾何学から分かれて）幾何学的位相幾何学 (geometric topology) の起こりと考えられる。
3次元レンズ空間は基本群とライデマイスタートーションによって完全に分類される。

## 定義
3次元レンズ空間 {\displaystyle L(p;q)} は {\displaystyle S^{3}} の {\displaystyle \mathbb {Z} /p}-作用による商空間である。以下でより正確な定義を述べる。
{\displaystyle p} と {\displaystyle q} を互いに素な整数とし、{\displaystyle \mathbb {C} ^{2}} 内の単位球として {\displaystyle S^{3}} を考える。
このとき,
{\displaystyle [1]\cdot (z_{1},z_{2}):=(e^{2\pi i/p}\cdot z_{1},e^{2\pi iq/p}\cdot z_{2})}
で生成される {\displaystyle S^{3}}上の{\displaystyle \mathbb {Z} /p}-作用は自由である。
この作用による {\displaystyle S^{3}} の 商空間 を レンズ空間 {\displaystyle L(p;q)} と定める。
この定義はより高次元のものに一般化できる。{\displaystyle n}を2以上の整数、{\displaystyle p,q_{1},\ldots ,q_{n}} を、各 {\displaystyle q_{i}} と {\displaystyle p} が互いに素であるような整数とし、
{\displaystyle \mathbb {C} ^{n}} 内の単位球として {\displaystyle S^{2n-1}} を考える。
{\displaystyle [1]\cdot (z_{1},\ldots ,z_{n}):=(e^{2\pi iq_{1}/p}\cdot z_{1},\ldots ,e^{2\pi iq_{n}/p}\cdot z_{n})} で生成される自由 {\displaystyle \mathbb {Z} /p}-作用による {\displaystyle S^{2n-1}} の商空間を、レンズ空間 {\displaystyle L(p;q_{1},\ldots q_{n})} と定める。
{\displaystyle n=2}のとき、{\displaystyle L(p;q)=L(p;1,q)} が成り立つ。

## レンズ空間の古典的位相不変量
レンズ空間 {\displaystyle L(p;q_{1},\ldots ,q_{n})} の基本群は常に {\displaystyle \mathbb {Z} /p} であり、{\displaystyle q_{i}} の値に依らない。特に、
{\displaystyle L(p;q)} の基本群は {\displaystyle \mathbb {Z} /p} である。また、ホモロジー群に関してはポアンカレ双対定理と普遍係数定理を用いることで次のように計算され、こちらも{\displaystyle q}の値に依らないことがわかる:
{\displaystyle H_{k}(L(p;q);\mathbb {Z} )={\begin{cases}\mathbb {Z} &(k=0,3)\\\mathbb {Z} /p&(k=1)\\0&({\text{otherwise}}).\end{cases}}}
後ほど分かるように、レンズ空間の同相分類やホモトピー分類には{\displaystyle q} も関係するので、基本群やホモロジーではレンズ空間の分類はできない。

## レンズ空間の分類
レンズ空間の同相分類は次が知られている： レンズ空間 {\displaystyle L(p;q)} と {\displaystyle L(p;q')} が同相であるための必要十分条件は、{\displaystyle q'\equiv \pm q^{\pm 1}\!\!\!{\pmod {p}}} となることである。一方で、ホモトピー分類に関しては次が知られている： レンズ空間 {\displaystyle L(p;q)} と {\displaystyle L(p;q')} がホモトピー同値であるための必要十分条件は、ある整数 {\displaystyle n} が存在して {\displaystyle qq'\equiv \pm n^{2}\!\!\!{\pmod {p}}} となることである。
このことから、ホモトピー同値だが同相ではないレンズ空間の組が存在することが分かる。例えば、{\displaystyle L(7;1)} と {\displaystyle L(7;2)} はホモトピー同値である ({\displaystyle 1\cdot 2\equiv 3^{2}\!\!\!{\pmod {7}}}だから) が、同相ではない。